# Костёл Святого Симеона и Святой Елены (Минск)
Костёл Святого Симеона и Святой Елены (бел. Касцёл святога Сымона і святой Алены, пол. Kościół św. Szymona i Heleny), часто называемый также Красным костёлом — наиболее известный католический храм Минска.
Административно относится к юго-восточному деканату Минско-Могилёвской архиепархии. Памятник архитектуры, включён в Государственный список историко-культурных ценностей Республики Беларусь (код 713Г000229). В ряде источников, включая воспоминания самого фундатора храма Эдварда Войниловича, стиль храма характеризуется как неороманский, в ряде других — как неоготика с чертами модерна.
Костёл находится на площади Независимости в непосредственной близости от Дома Правительства.

## История
Строительство храма началось в 1905 году. Строительством руководил минский дворянин Эдвард Войнилович, он же пожертвовал крупную сумму на строительство храма. Автором проекта стал польский архитектор Томаш Пайздерский. Костёл получил имена святых Симеона и Елены в память двух рано умерших детей Войниловича. Осенью 1908 года были завершены основные строительные работы, в 1909 году на башню подняты колокола, а 20 сентября 1910 года архиепископ Ключинский освятил храм. Храм был целиком построен из красного кирпича, что принесло ему народное прозвище «Красный костёл».
В 1923 году почти все храмовые ценности были экспроприированы, а окончательно костёл был закрыт в 1932 году. Сначала в нём располагался Государственный польский театр БССР, затем он переоборудован под киностудию. В 1942 году во время оккупации города немецкими войсками храм был вновь открыт, но сразу после войны был закрыт и уже надолго. Существовали планы полного уничтожения здания, которые не были реализованы. В здании размещались службы киностудии, затем — Дом Кино Союза кинематографистов БССР и Музей истории белорусского кино.
В советское время здание подверглось перестройке: появились пристройки на левом фасаде; три апсиды были соединены в одну. Вся живопись в интерьере была закрашена, но несмотря на это храм был объявлен памятником архитектуры республиканского значения. В 1970-е годы сделаны новые витражи, воплощавшие аллегории пяти видов искусств, автором которых был белорусский художник-монументалист Гавриил Ващенко, а также люстры из меди.
В 1990 году костёл святых Симеона и Елены был возвращён Католической церкви в безвозмездное пользование, но без передачи в собственность. В ходе немедленно начавшихся реставрационных работ на сводах и в пресвитерии были расчищены росписи. В 1996 году у костёла была установлена скульптура Архангела Михаила, пронзающего змея. В 2000 году был установлен памятник «Колокол Нагасаки». В 2012 году здание костёла было передано из республиканской собственности в коммунальную собственность города Минска.
В 2017—2019 годах КУП «Мінская спадчына» (специализированное предприятие Мингорисполкома по эксплуатации и ремонту памятников истории и архитектуры) провело реставрацию костёла. После окончания реставрации Мингорисполком начал ежемесячно начислять религиозной общине счета на крупные суммы («компенсации за земельный налог, амортизацию и налог на недвижимость»), которые к июлю 2020 года достигли 156 тысяч рублей (около 65 тысяч долларов). Предполагается, что в случае невыплаты этой суммы и последующих платежей у общины могут отозвать право пользования костёлом. Ежемесячно начисляемая сумма была рассчитана исходя из суммы затрат городского бюджета на реставрацию костёла: в Мингорисполкоме считают, что община должна возместить затраченные средства, поскольку она не освобождена от льгот по возмещению затраченных средств, что, в свою очередь, вызвано тем, что община не является собственником здания. Представители Минско-Могилёвской архидиоцезии утверждают, что приход не имеет возможности оплачивать подобный налог (13 тысяч рублей в месяц) на регулярной основе, указывают, что прихожане активно участвовали в реставрации костёла (помимо официально проводимой реставрации), а также ссылаются на постановление Совета Министров Республики Беларусь № 1194 от 22 декабря 2012 года, освободившее костёл от уплаты некоторых налогов, в том числе налога на недвижимость. При этом община продолжает уплачивать текущие коммунальные счета. В ответ на очередное ходатайство общины о передаче костёла в собственность прихода Мингорисполком заявил, что «не видит оснований для передачи здания костёла и приходского дома в собственность религиозного сообщества». О существовании проблемы стало известно 12 июля 2020 года. 24 июля 2020 года стало известно, что община проиграла связанное с этим вопросом дело «о самовольном строительстве» в суде Московского района и подала апелляцию в Минский городской суд.
26 сентября 2022 года в костёле произошёл пожар.  На следующий день администрация Московского района приняла решение временно запретить эксплуатацию здания. Костёл отключили от всех коммуникаций. От общины потребовали освободить здание от движимого имущества для проведения ремонтно-восстановительных работ.

## Архитектура

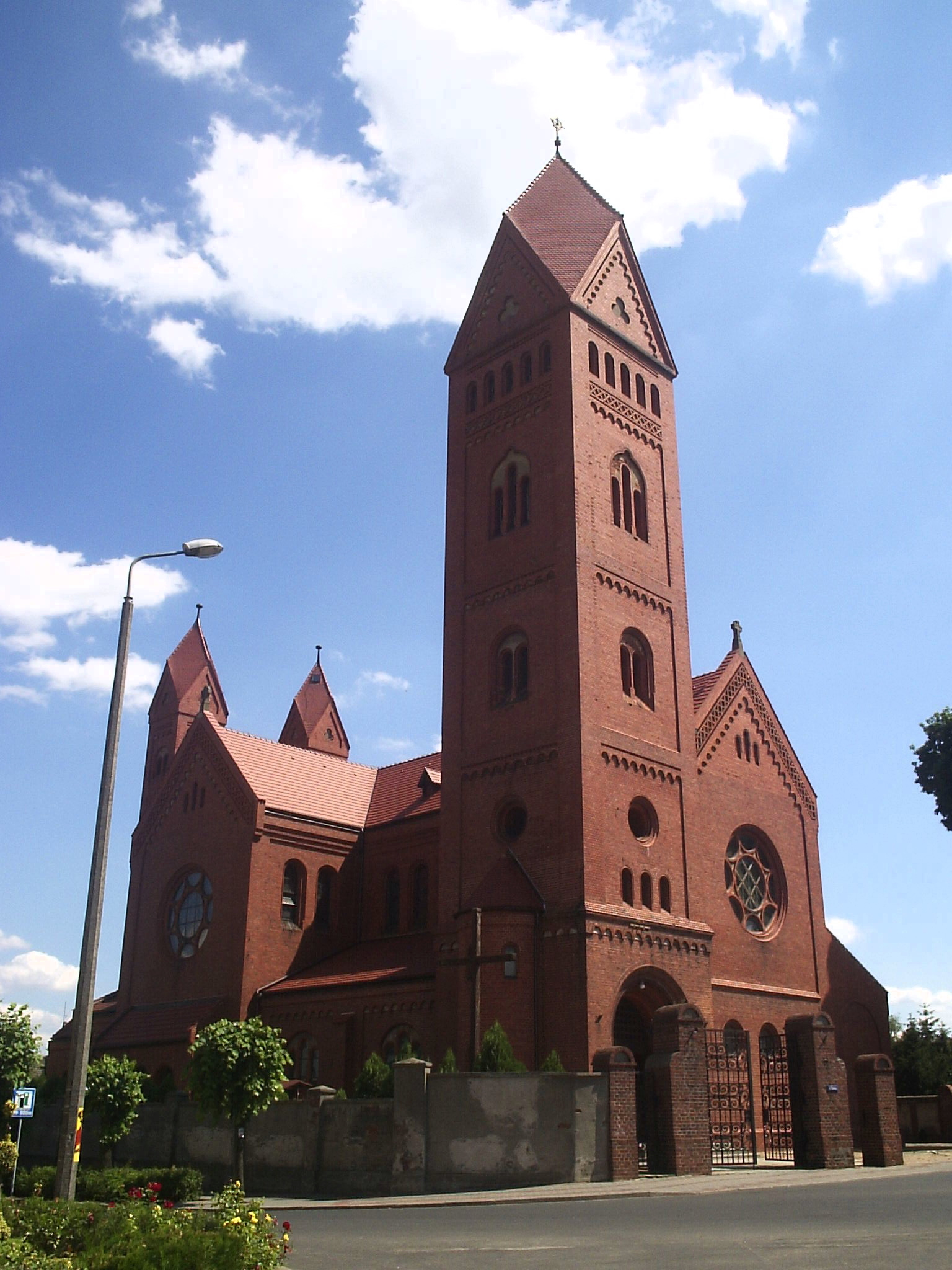
Костёл Святой Эльжбеты в Ютросине

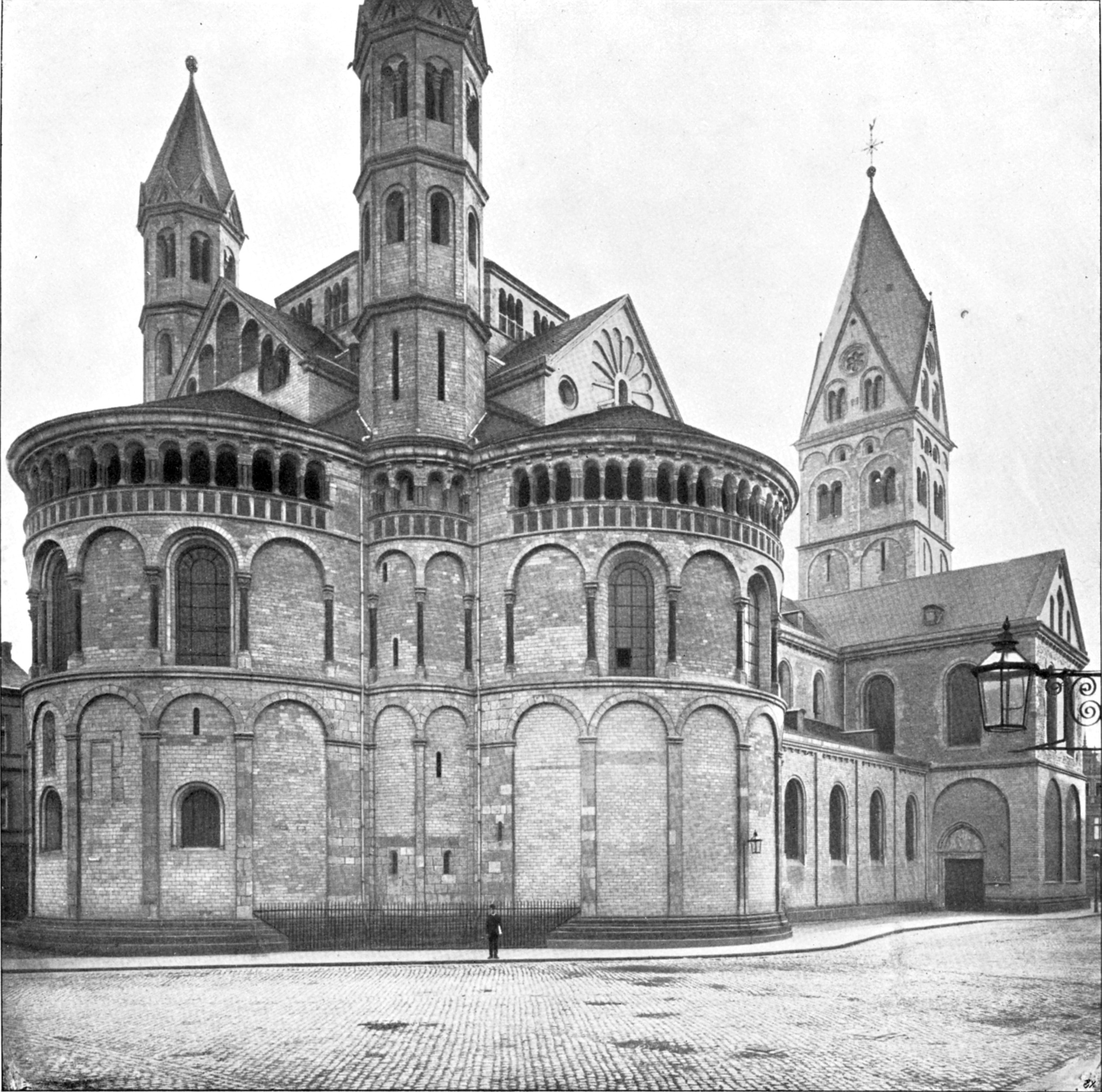
Храм Святых Апостолов в Кёльне. Фото 1899 г.

Минский Красный костёл во многом похож на неороманский костёл Святой Эльжбеты в польском Ютросине, имеющий аналогии с романским собором в немецком городе Бамберге и храмом Святых Апостолов в городе Кёльне. Было решено строить костёл в неороманском стиле. Костёлу Святого Симеона и Святой Елены архитектор Томаш Пайздерский придал и уникальные черты, поскольку в стиле костёла наблюдаются формы не только романского стиля, но и готики и модерна.
Костёл святого Симеона и святой Елены представляет собой пятинефную, трёхбашенную базилику асимметричной объёмно-пространственной композиции с мощным трансептом, торцы которого решены так же, как и главный фасад — с большим окном-розой под треугольным фронтоном. Первоначально храм имел три апсиды в конце каждого нефа, но после перестройки в советский период они были объединены в одну центральную полуцилиндрическую апсиду.
Ядром архитектурной композиции является 50-метровая прямоугольная четырёхъярусная башня в юго-восточной части. Необычно то, что две шатровые малые башни костёла поставлен не на главном фасаде, а по бокам алтарной части.
Высота зала для богослужений составляет 14,83 м, башни-колокольни — 50 м, двух малых башен — 36 м. Ширина главного фасада составляет 45 м.
Скульптуры были выполнены скульптором Зигмундом Отто, ему же принадлежит авторство амвона, ограждений, бронзовых деталей. Живопись на сводах и стенах, оконные витражи принадлежали авторству художника Франциска Бруздовича.

## Галерея

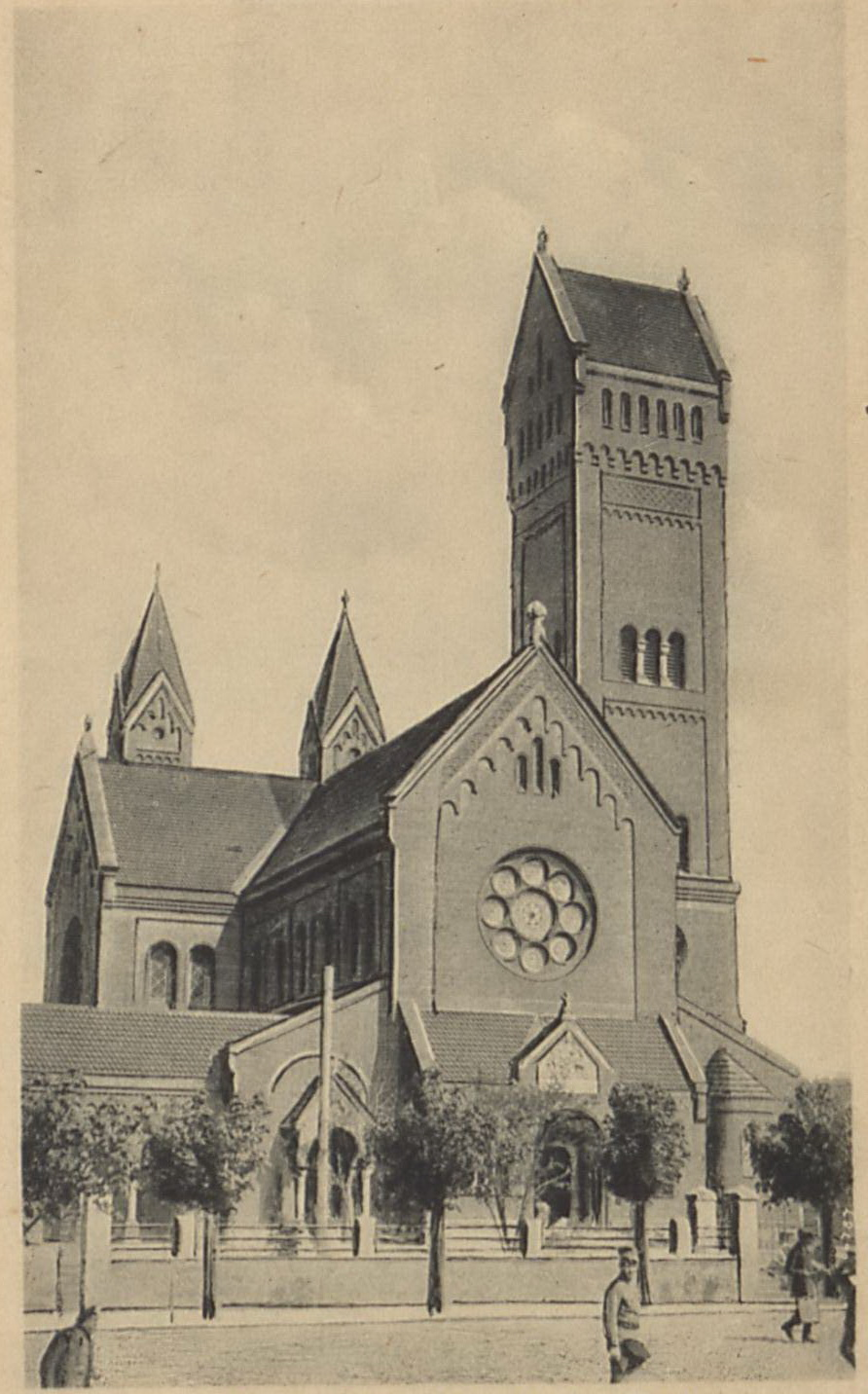
Храм до 1917 года
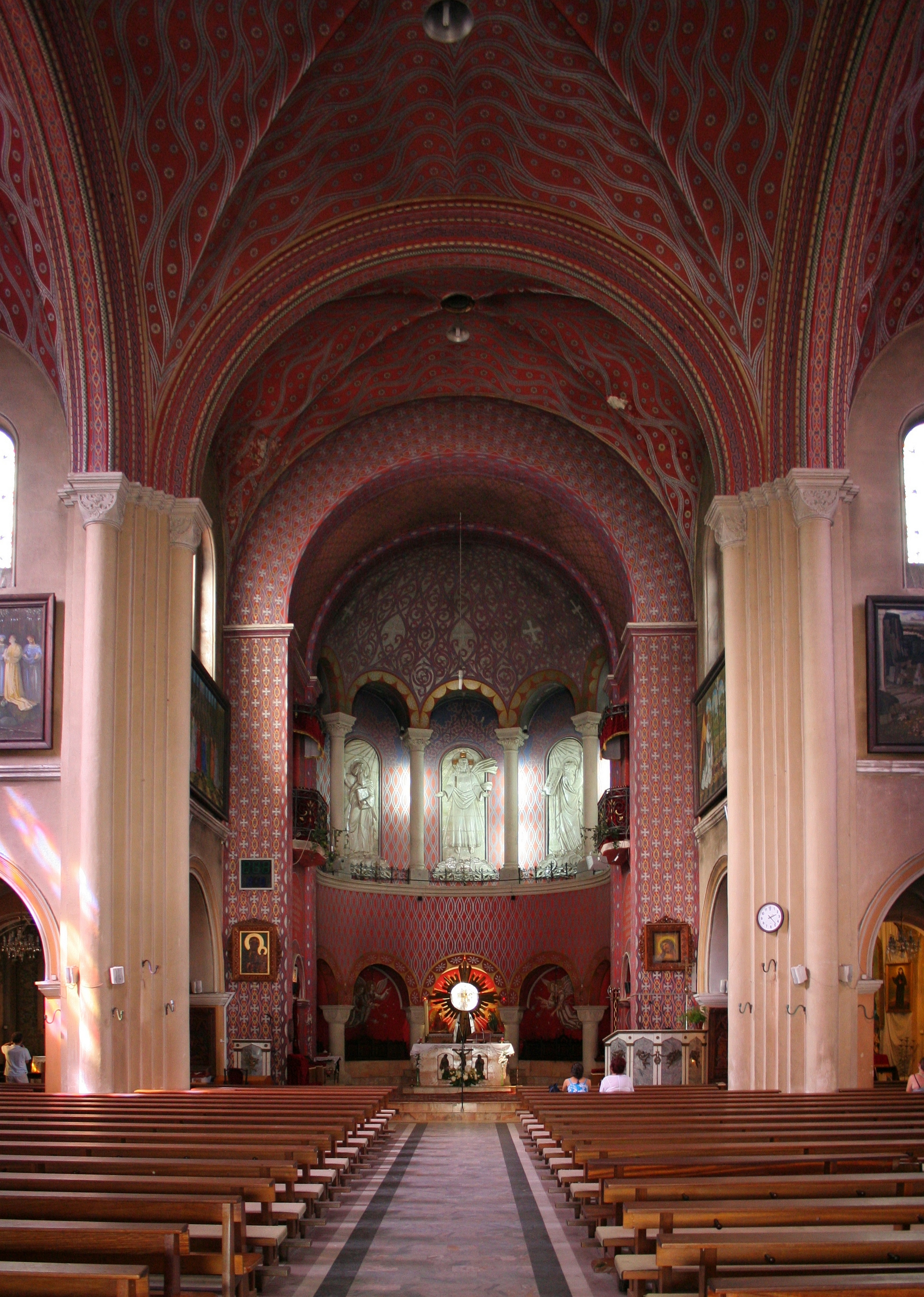
Главный неф и пресвитерий
Рельеф во внутреннем убранстве костёла. Скульптор Евгений Колчев
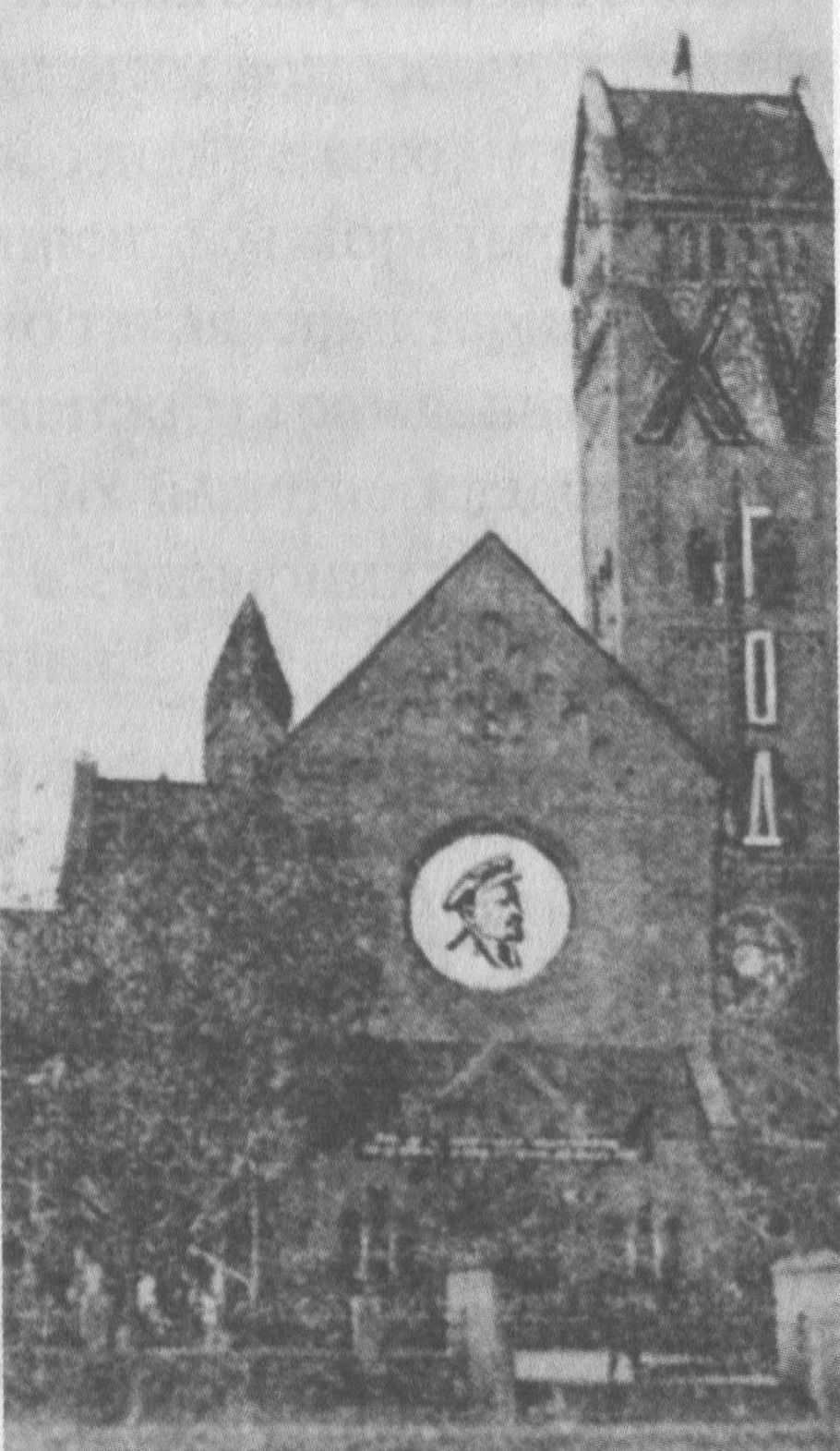
1932 год
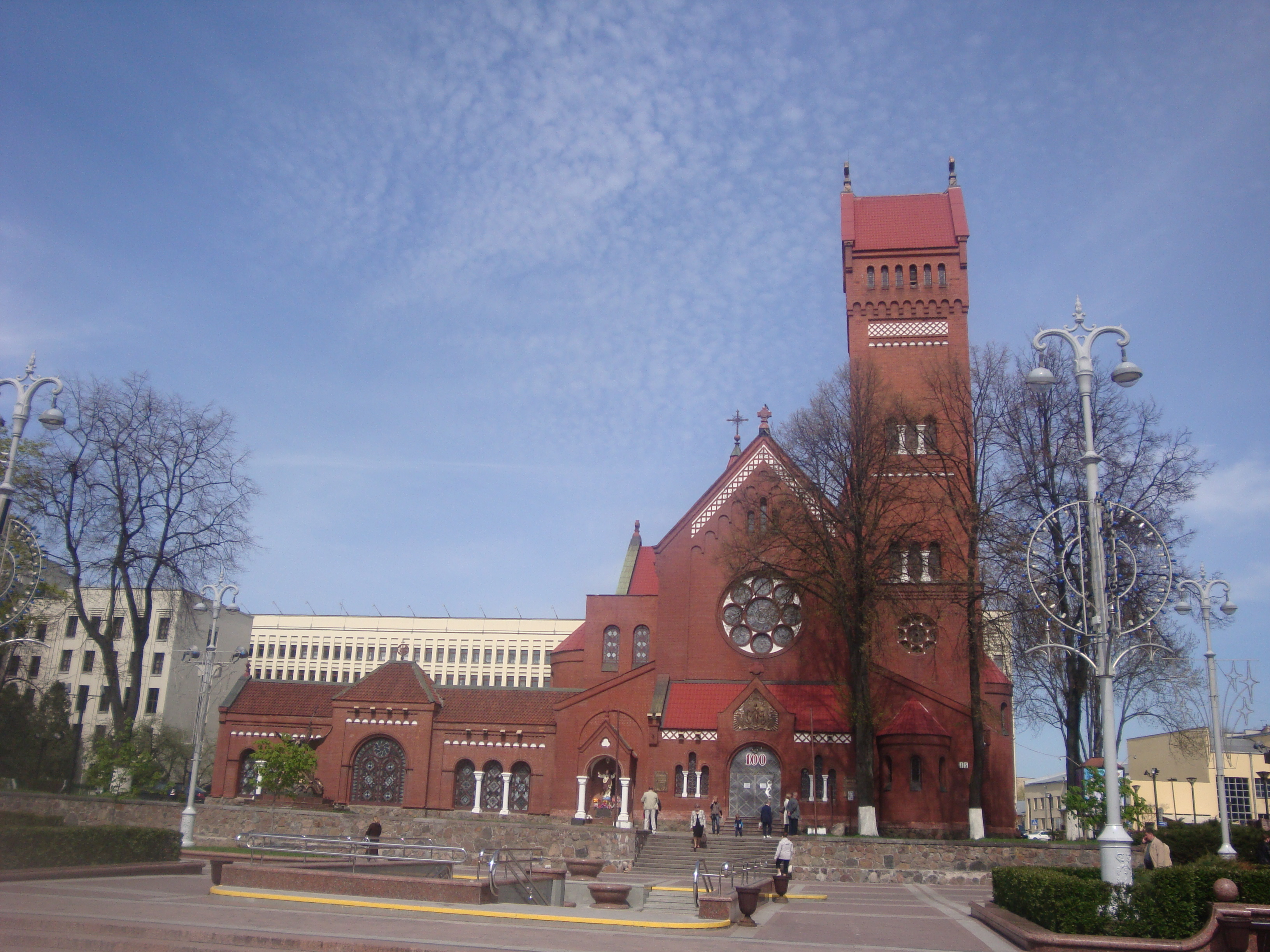
Главный фасад
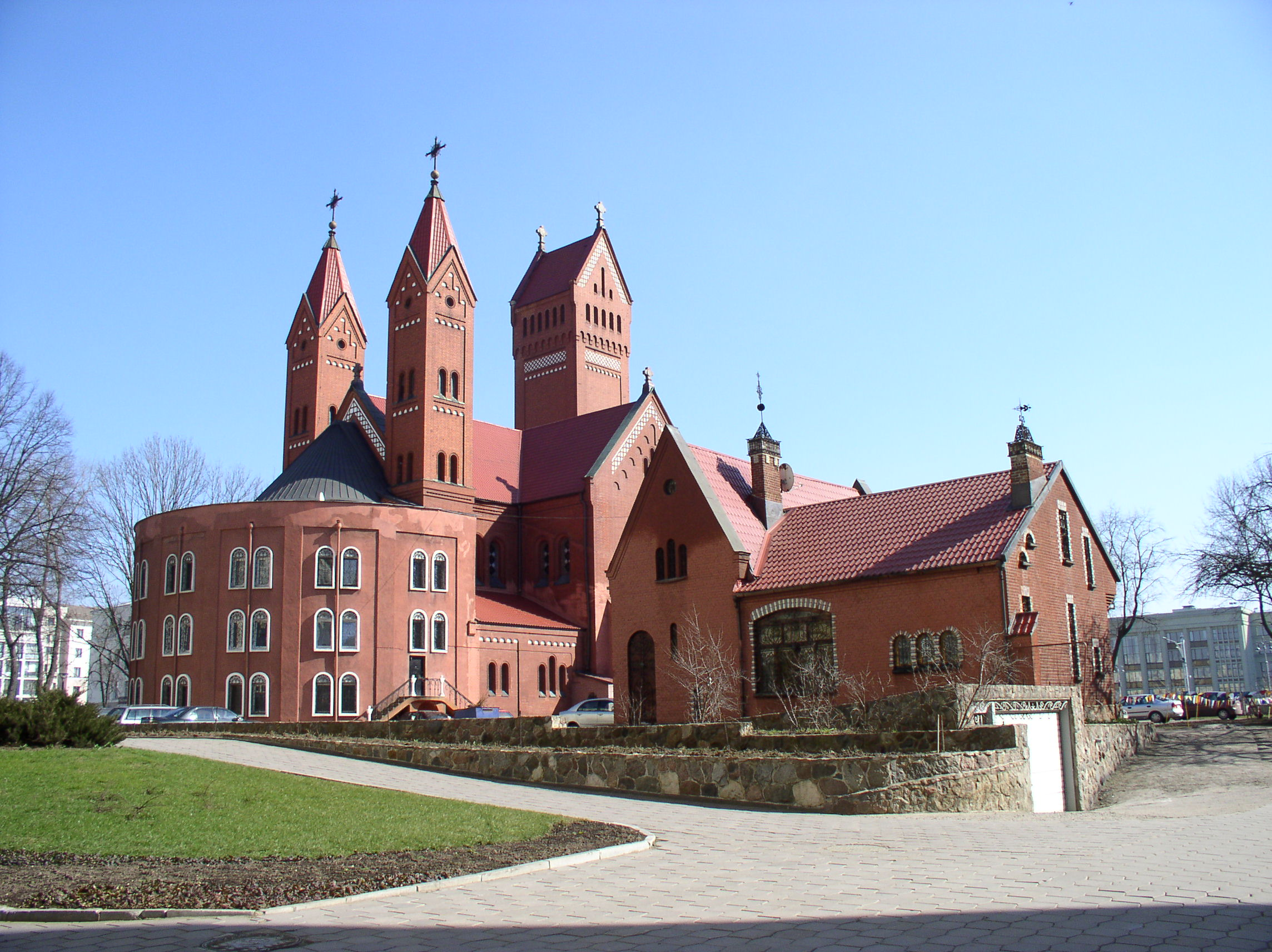
Вид со стороны Дома правительства
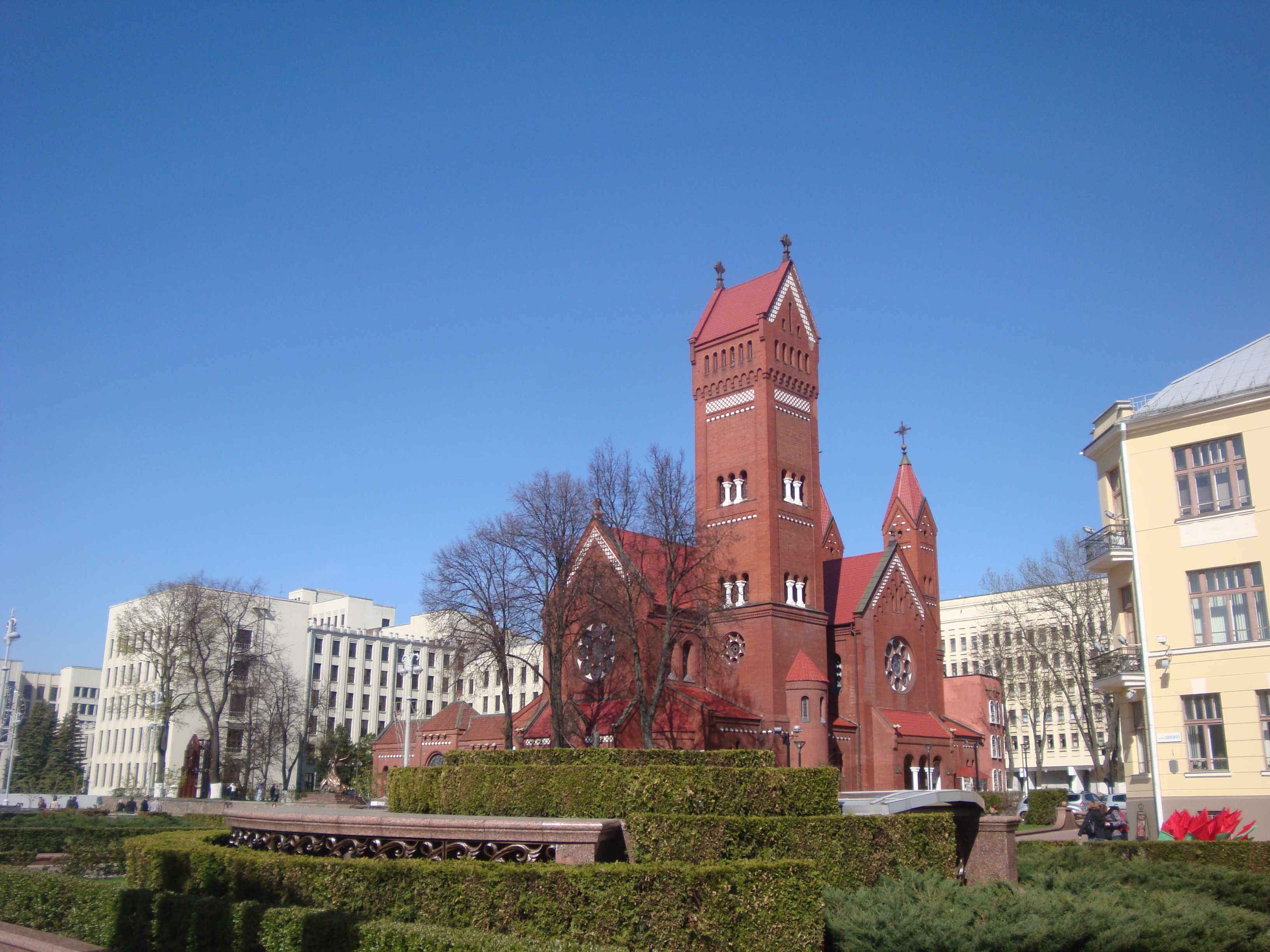
Вид со стороны почтамта
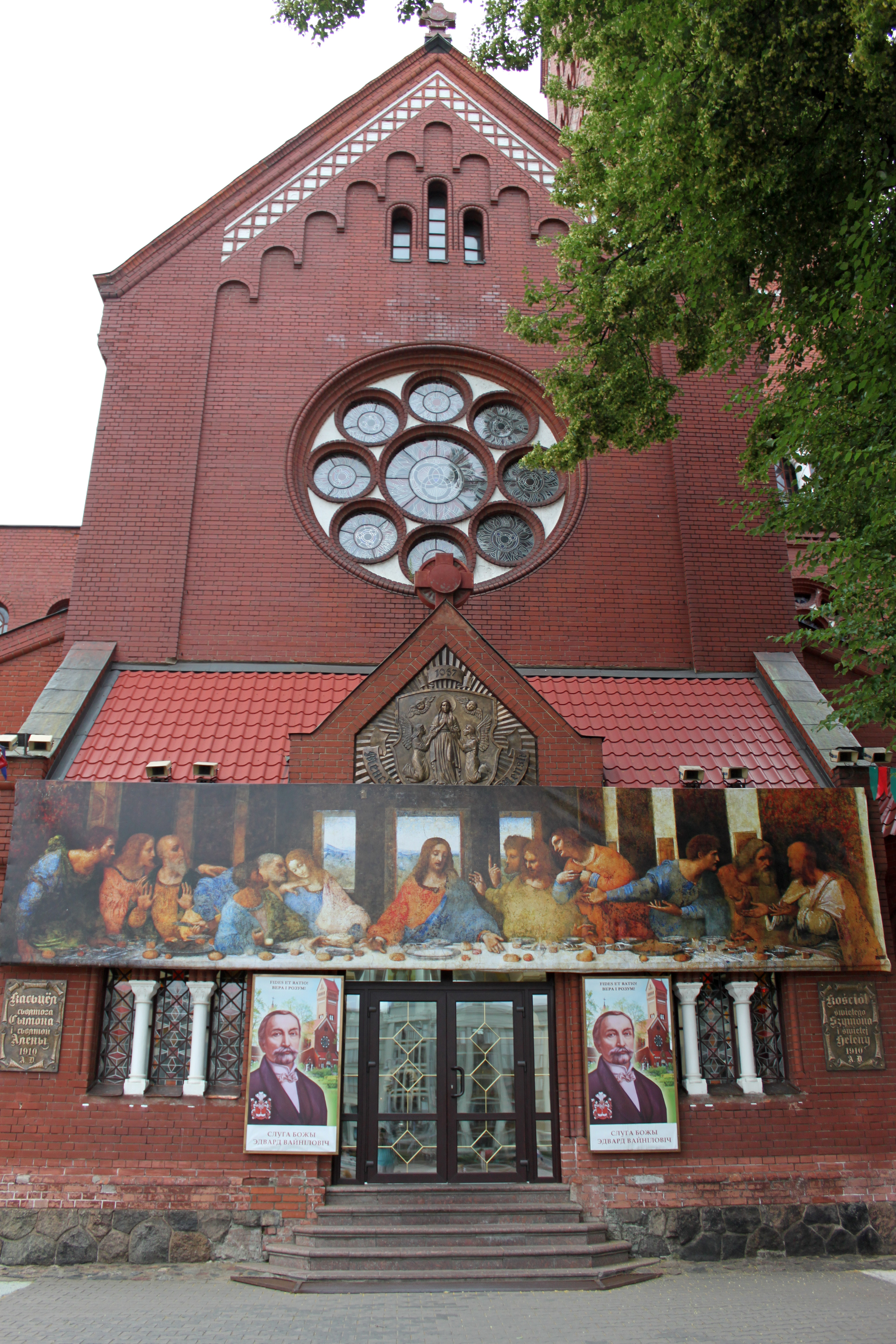
Вход в костёл
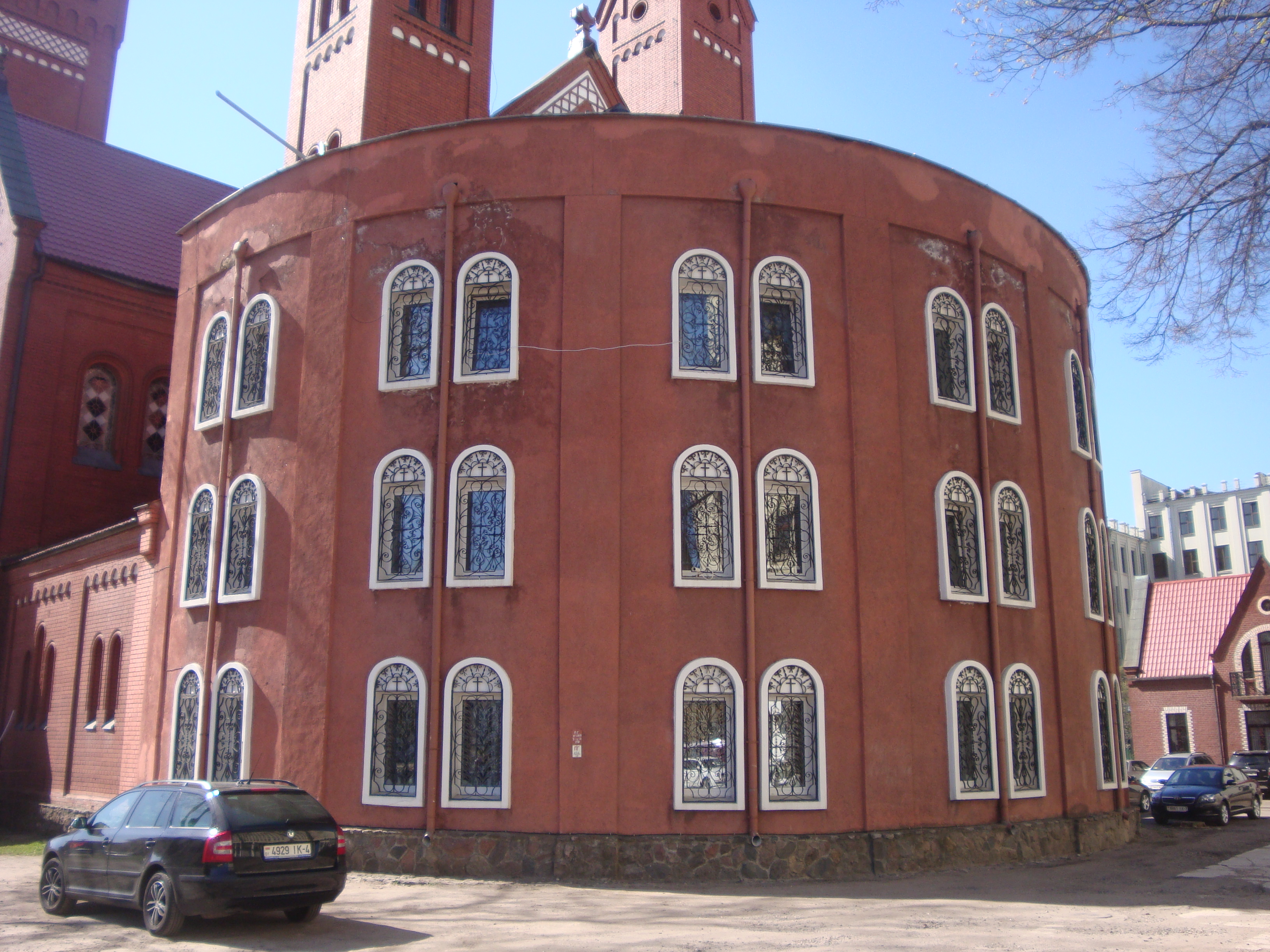
Полубарабан — пристройка к костёлу
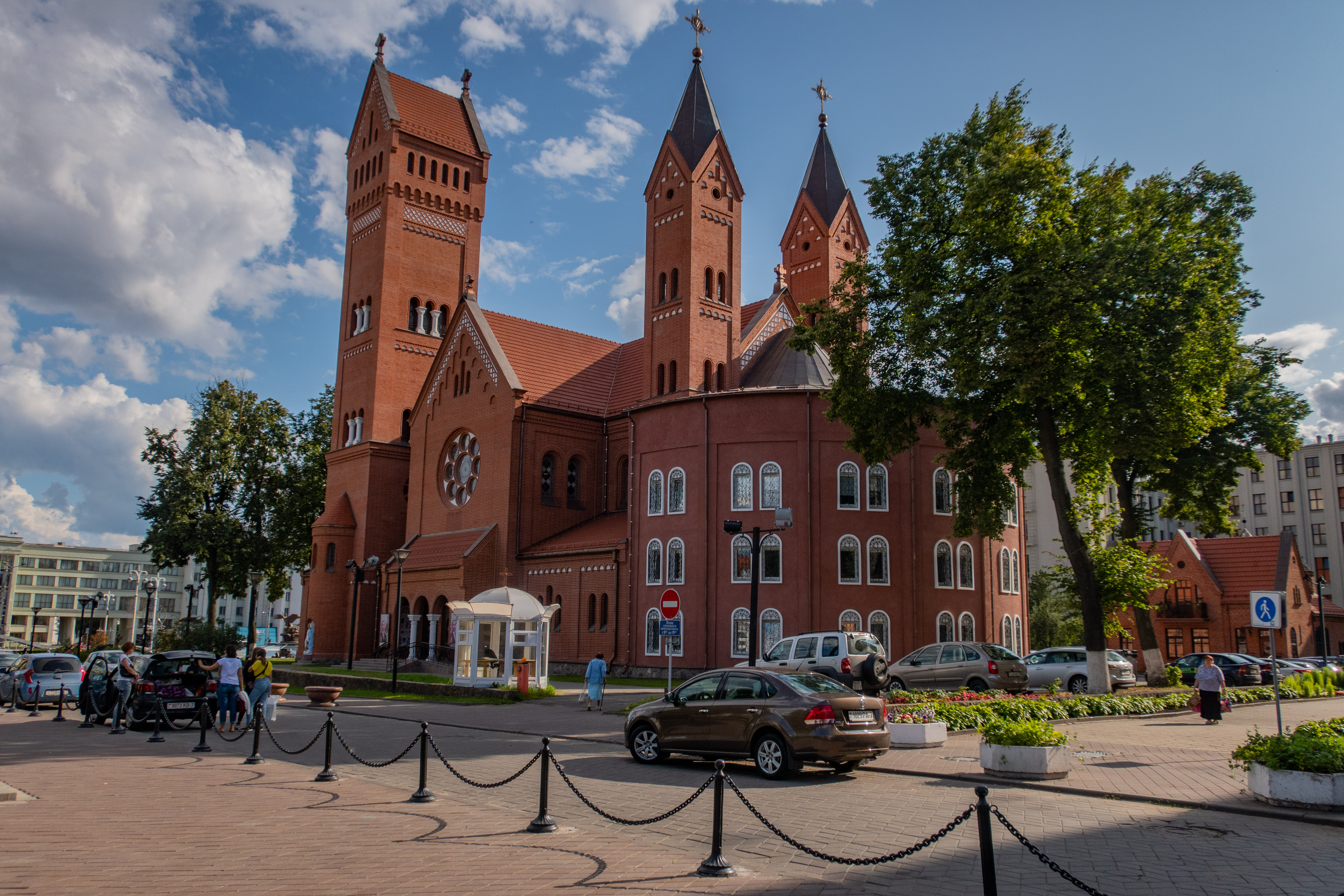
Вид со стороны Музея истории белорусского кино
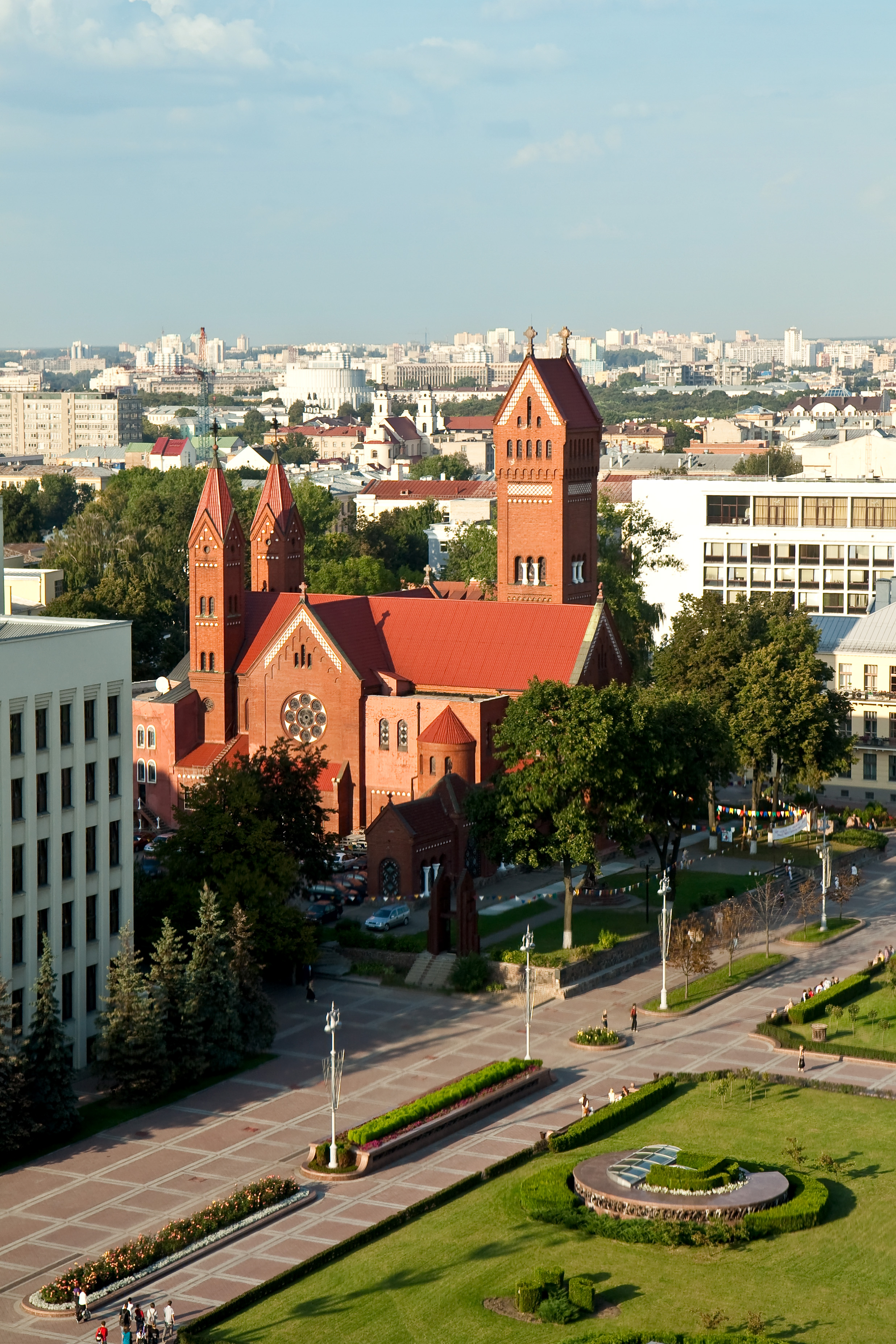
Вид с высоты птичьего полёта
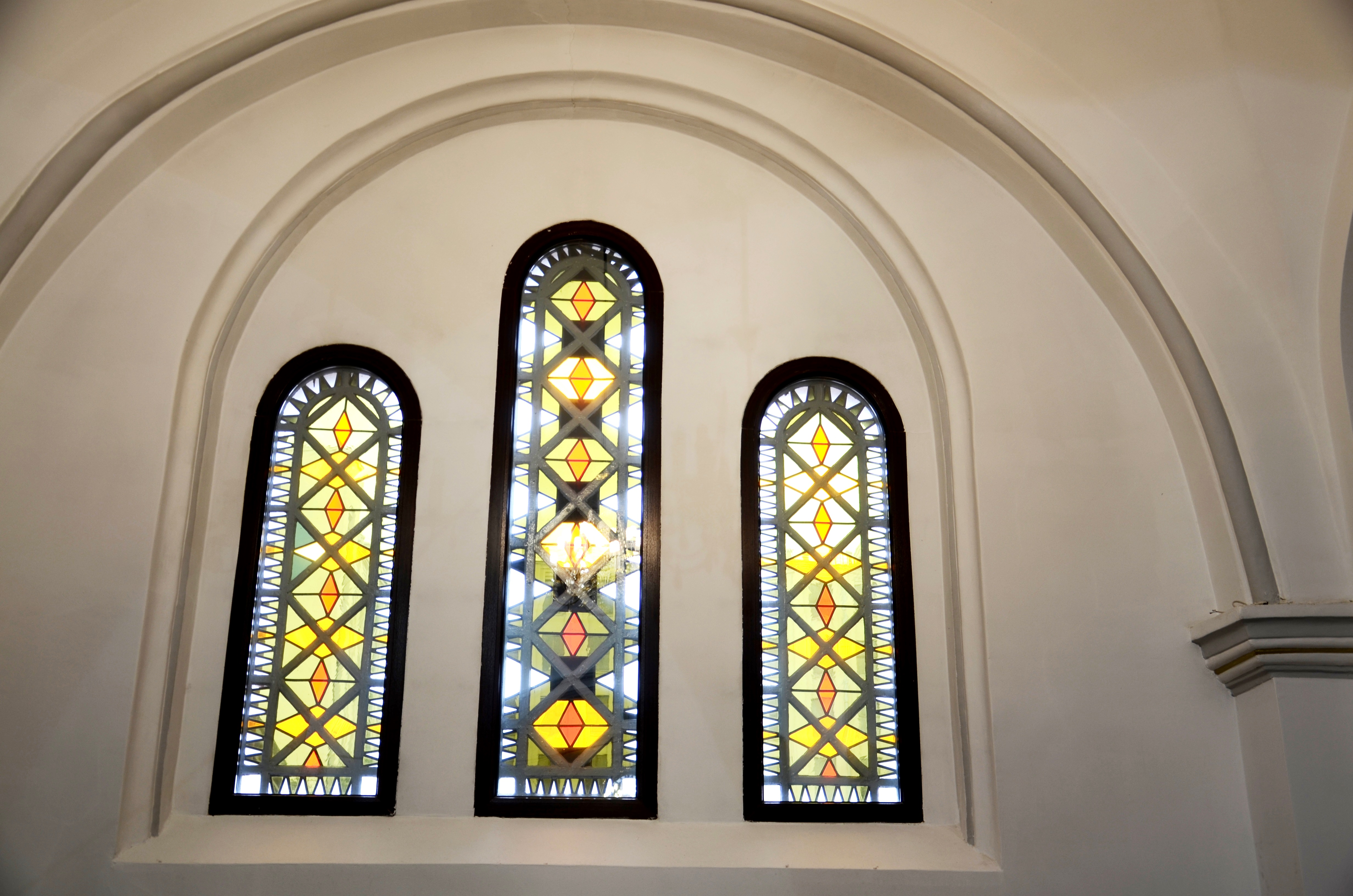
Витражи
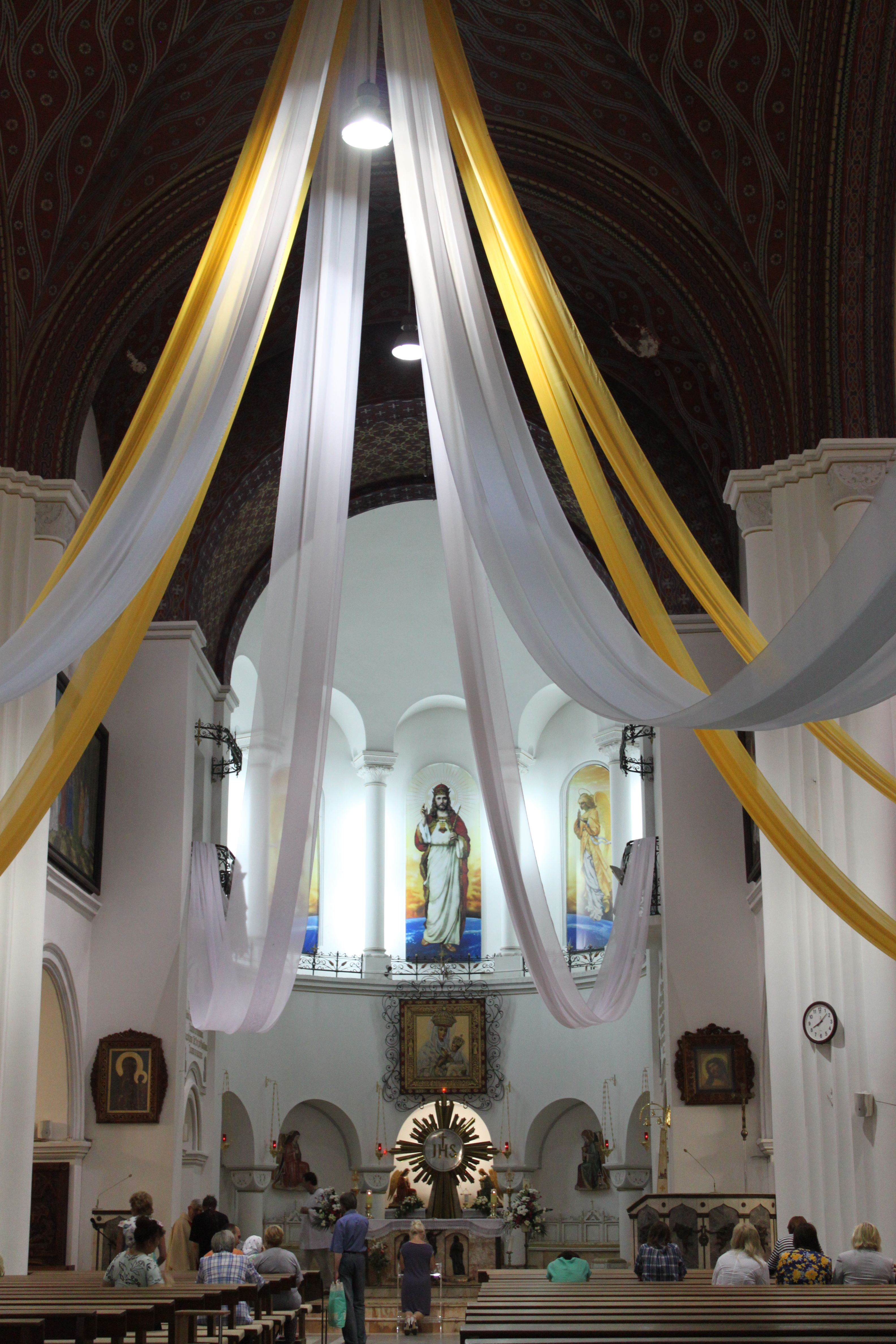
Внутреннее убранство
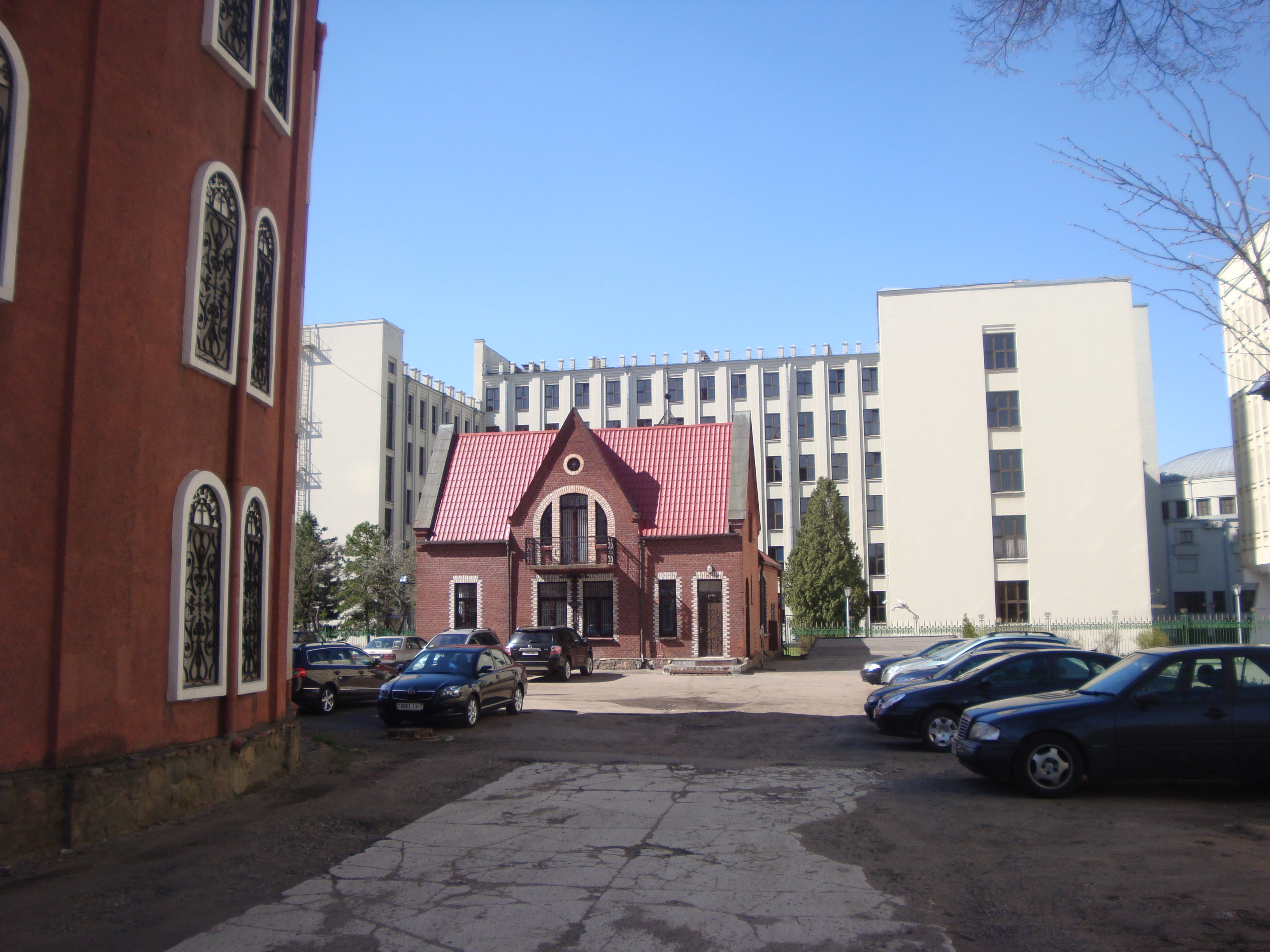
Плебания костёла
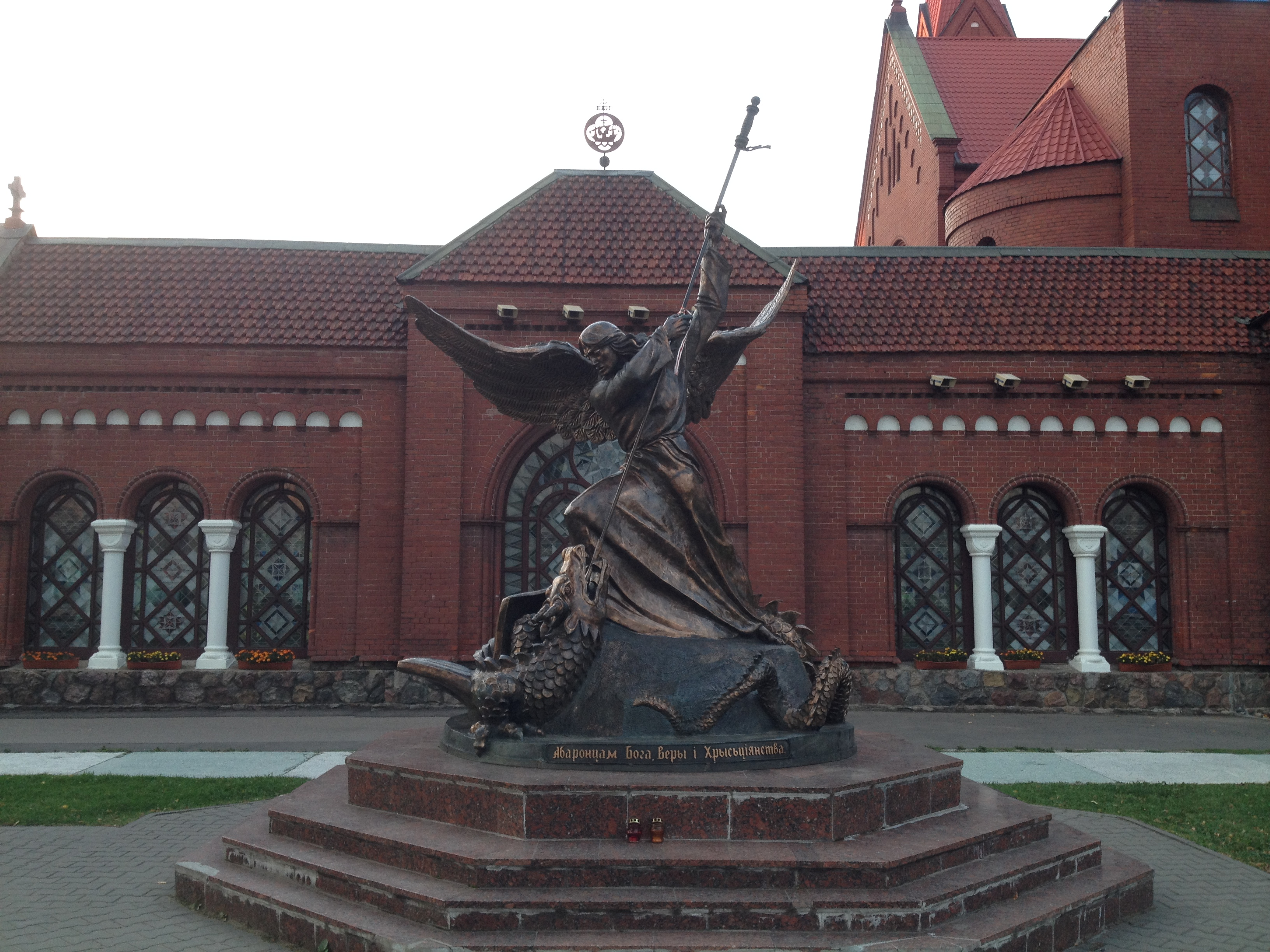
Архангел Михаил, пронзающий змея
Архангел Михаил, пронзающий змея
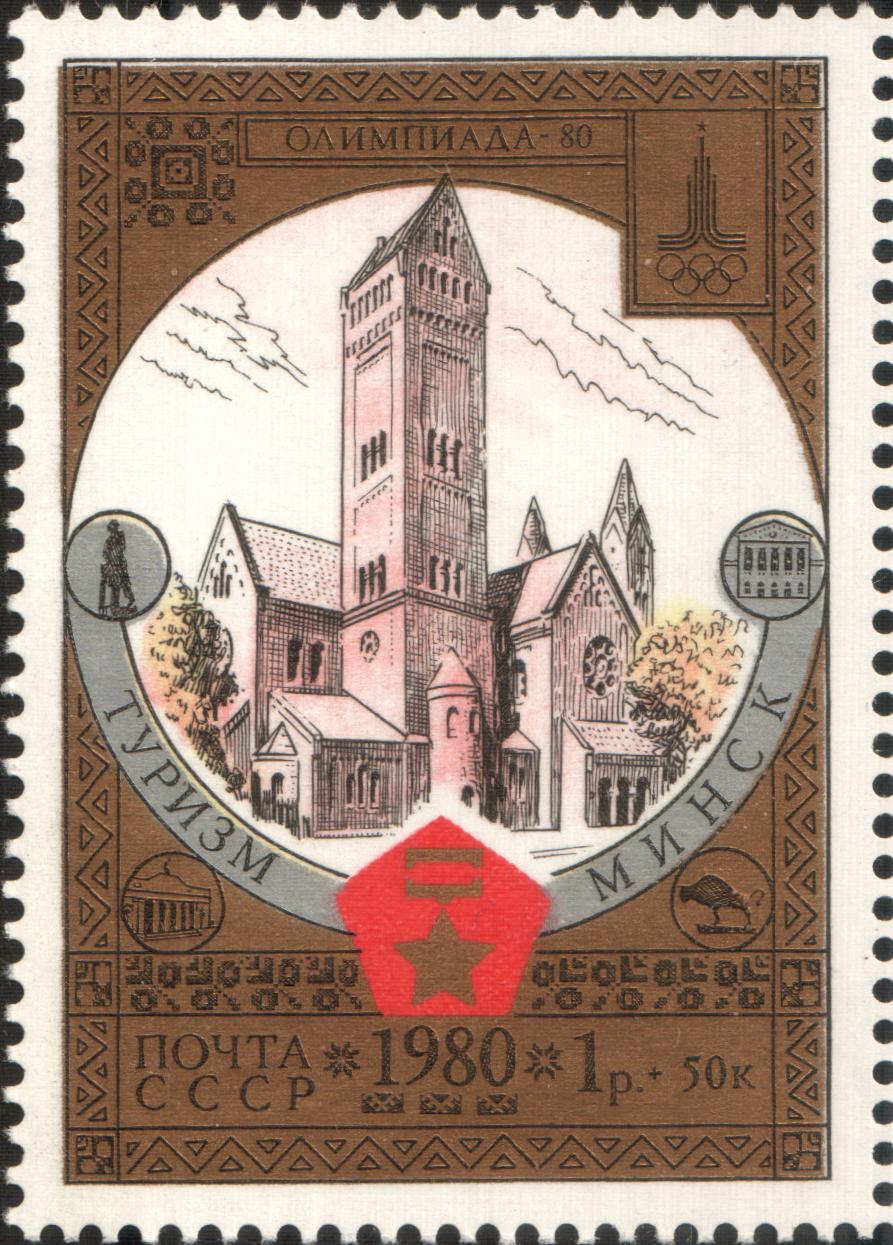
Марка СССР 1980 г.

## Захоронения
- Эдвард Войнилович — белорусский и польский политический и общественный деятель, инициатор строительства костёла.
- Гай де Пикарда — британский исследователь белорусской культуры.